# Amazon Kindle Fire
La Kindle Fire es una tableta diseñada por Amazon como la versión multimedia del lector de libros electrónicos Amazon Kindle. Su lanzamiento fue anunciado el 28 de septiembre de 2011 y tiene una pantalla de color de 7 pulgadas Capacitiva con tecnología Gorilla Glass utilizando una versión modificada del sistema operativo Android de Google. Cuenta con acceso a la tienda de aplicaciones de Amazon, películas por streaming y series de televisión además de los libros electrónicos de Kindle. Su lanzamiento fue el 15 de noviembre de 2011 a un precio de 199 dólares.
La Kindle Fire se vende a un precio de 199 dólares. Se estima por la lista inicial de materiales del dispositivo que tiene un coste de 150 a 190 dólares, con lo que algunos analistas estiman un coste total de producción de 201,70 dólares. Los análisis estiman que el dispositivo será un duro competidor del Apple iPad, además de que otros dispositivos Android verán reducidas sus ventas. La estrategia empresarial de Amazon es hacer dinero con la venta de contenido digital en el Fire, en lugar de con la venta del dispositivo sí mismo.
Las dimensiones externas del Kindle Fire son 190 × 120 × 11 mm (7,5 x 4,7 x 0,45 pulgadas),. con un área visible de pantalla un poco más pequeño que una fotografía estándar de 4 × 6 pulgadas.
Los clientes comenzaron a recibir sus Kindle Fire el 15 de noviembre de 2011, y en el mes de diciembre, los clientes compraron más de 1 millón de dispositivos Kindle por semana. Los analistas habían estimado que más de 6.000.000 de tabletas Kindle Fire se venderían en el cuarto trimestre de 2011.

## Diseño

### Hardware
La Fire cuenta con un procesador de doble núcleo Texas Instruments OMAP 4430 a 1 GHz.  La pantalla es de 7 pulgadas (180 mm) multi-táctil en color con una resolución de 600 x 1024 píxeles. La conectividad es mediante Wi-Fi 802.11n y USB 2.0 (conector Micro-B). El dispositivo incluye 8 GB de almacenamiento interno en memoria flash (oficialmente suficiente para 80 aplicaciones, además de tener 10 películas o 800 canciones  o 6000 eBooks). De acuerdo con las especificaciones de Amazon, el Kindle Fire tiene una batería de iones de litio de 4400 mAh lo que le permite hasta 8 horas de lectura consecutiva y hasta 7,5 horas de reproducción de vídeo con la red Wi-Fi apagada.
De los 8 GB de almacenamiento interno, 5 GB están disponibles para contenido.

### Software
La Kindle Fire tiene un sistema operativo Android 2.3 Gingerbread personalizado. Junto con un acceso a Amazon Appstore, la Fire incluye una navegación acelerada en la nube, Amazon Silk, utilizando Amazon EC2 para computación en la nube; incluyendo el maquetado y composición de las páginas web, y el protocolo de Google SPDY para una transmisión más rápida de las páginas web. El usuario de contenidos digitales de Amazon obtiene almacenamiento gratuito en la Amazon Cloud, e incluye una aplicación de correo electrónico que permite fusionar webmails como Gmail, Yahoo!, Hotmail, AOL Mail, etc. en una sola bandeja de entrada. La suscripción a Amazon Prime, que incluye streaming ilimitado de películas y programas de TV, está disponible con un periodo de prueba gratuito. La versión actual del sistema operativo del Kindle Fire a 19 de diciembre de 2011 es 6.2.1_user_3103920..
Soporta los formatos Kindle Format 8 (KF8), Kindle Mobi (.azw), TXT, PDF, MOBI sin restricciones, PRC nativamente, Audible (Audible Enhanced (AA, AAX)), DOC, DOCX, JPEG, GIF, PNG, BMP, non-DRM AAC, MP3, MIDI, OGG, WAV, MP4, VP8.
Algunos usuarios del Kindle Fire reportan problemas con la Wi-Fi, incluyendo la imposibilidad de conectar y desconexiones.  Sin embargo, el análisis detallado ha mostrado que la lenta velocidad de transferencia USB son a causa de la implementación del controlador de dispositivo por Amazon, y no un problema de hardware.

## Rooting y ROMs
La versión 6.2.1 es capaz de ser rooted usando dos paquetes Android (un gestor de archivos y BurritoRoot, en realidad el programa usado para tener acceso de root) y una conexión USB a un PC con el Android SDK instalado.
Una versión pre-alpha de Ice Cream Sandwich ha sido portada.
Está disponible una versión no oficial estable de CyanogenMod.

## Galería

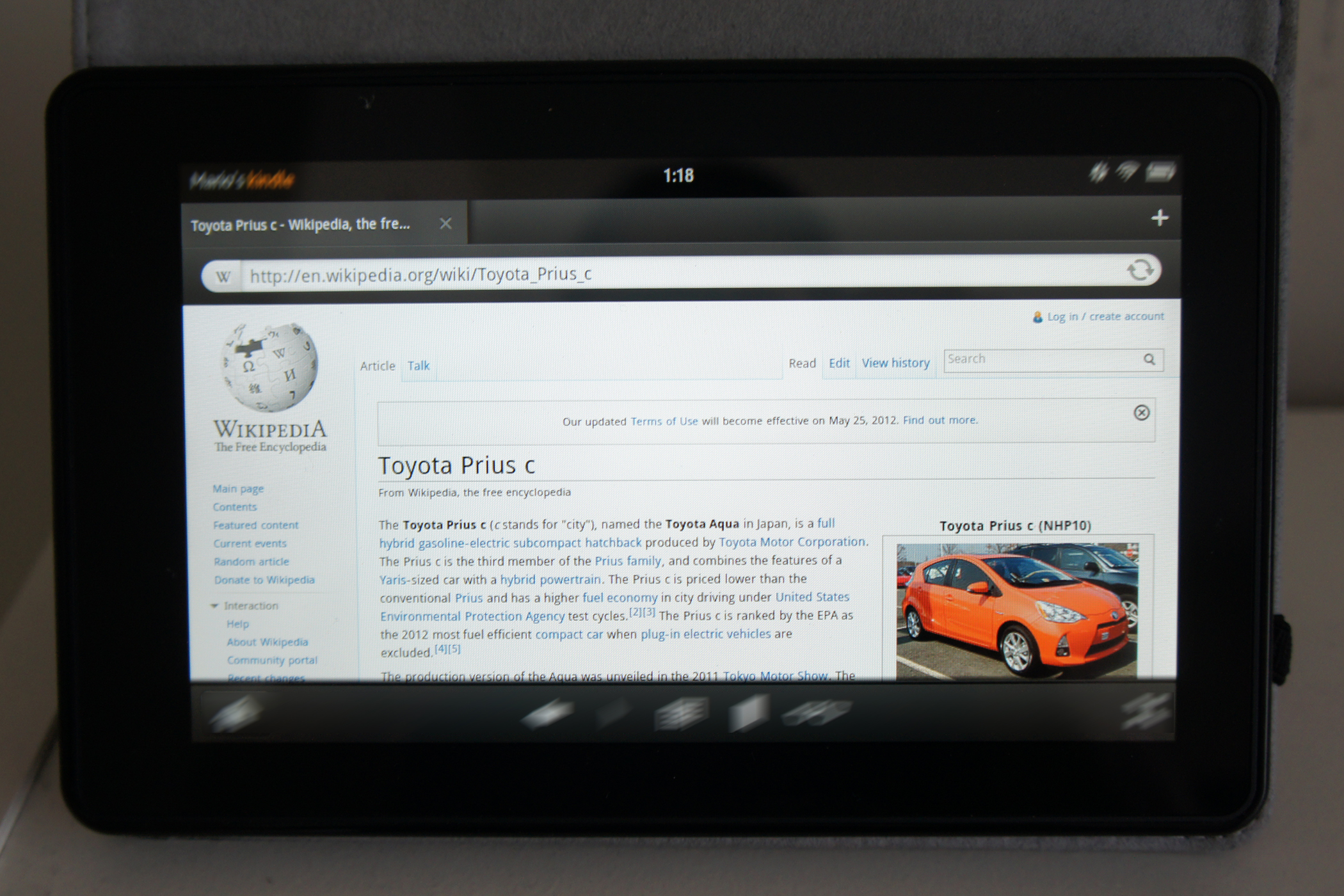
Kindle Fire en posición horizontal mostrando la página web de Wikipedia
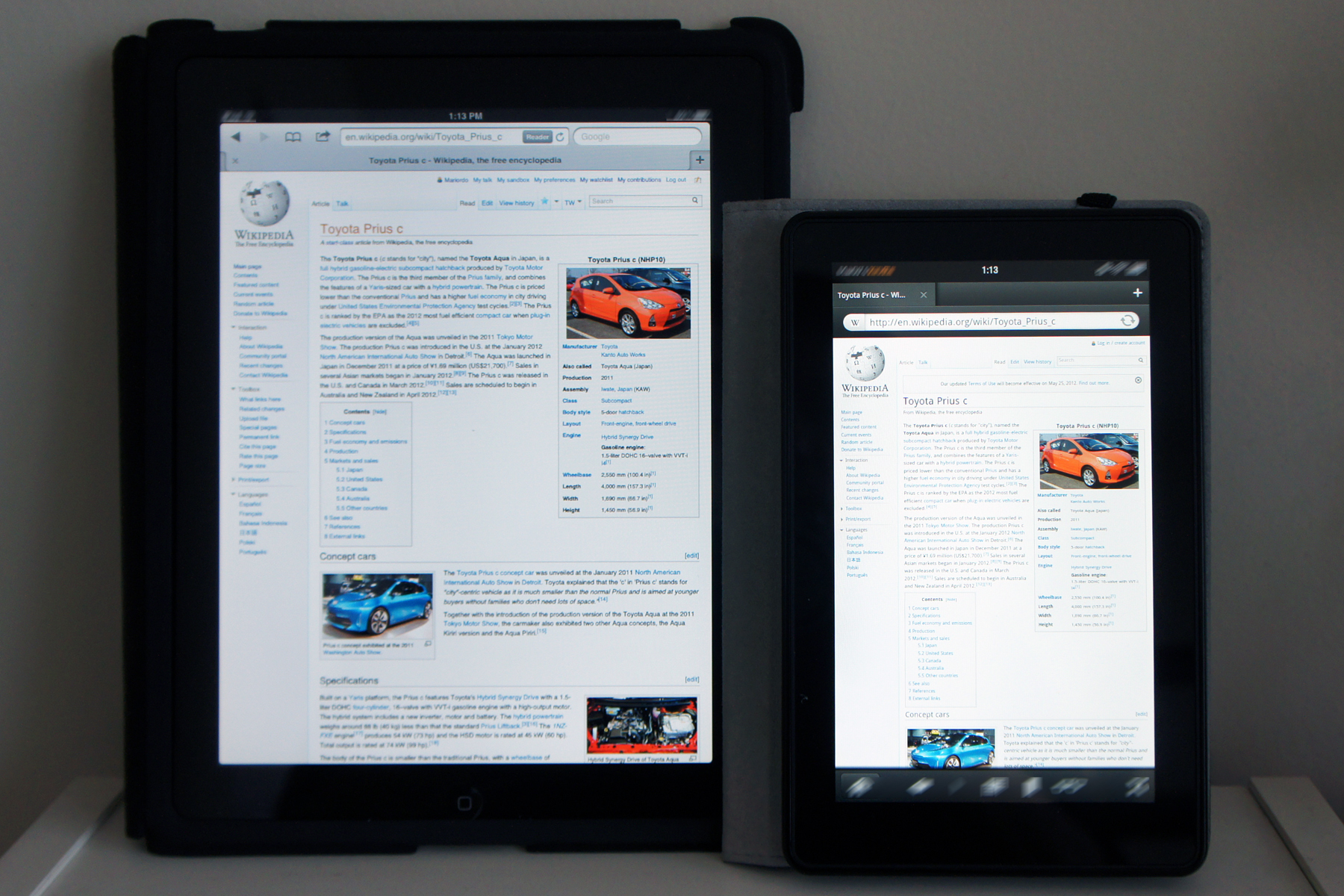
iPad (izquierda) comparado con el Kindle Fire (derecha)
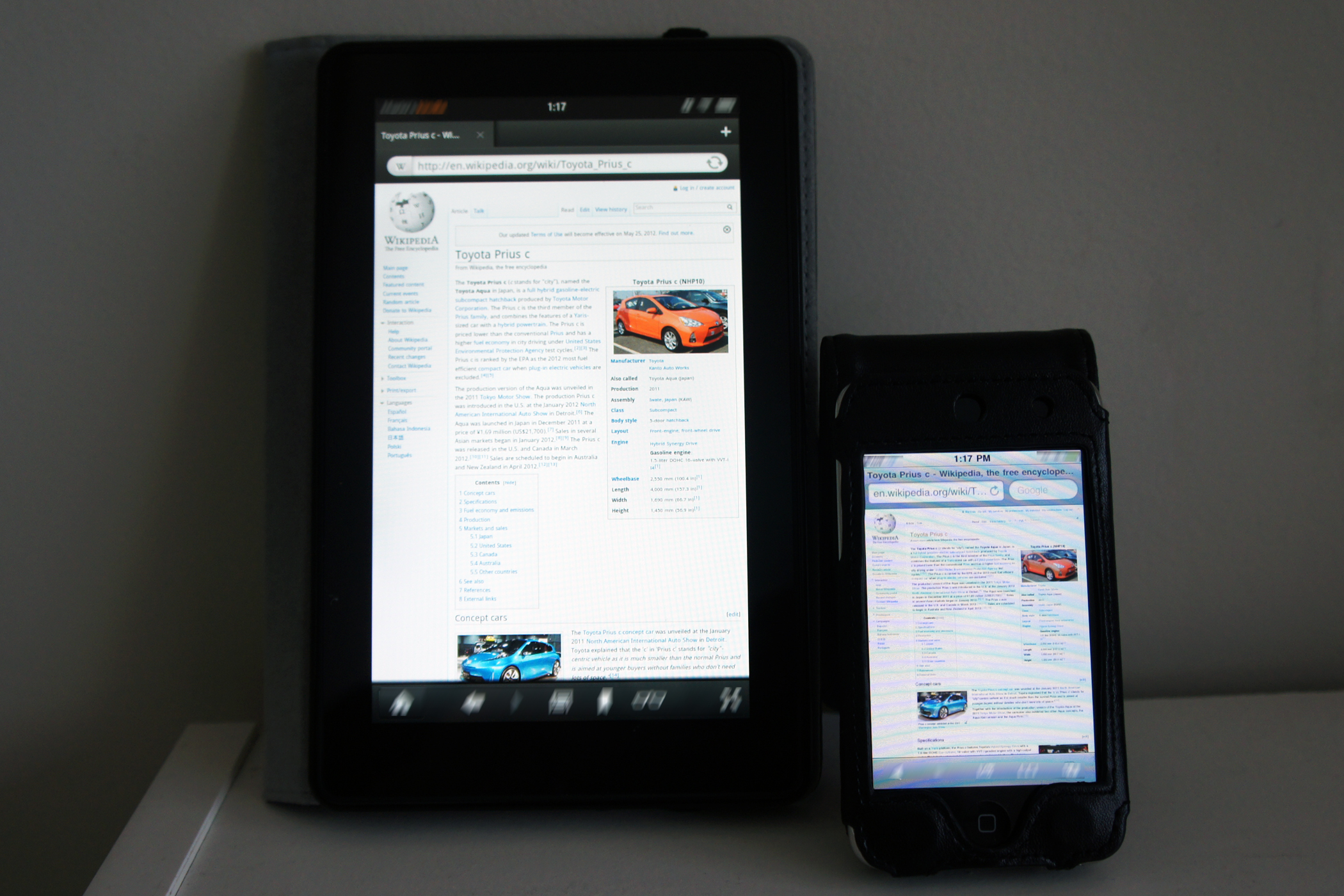
Kindle Fire (izquierda) comparado con el iPod Touch (derecha)
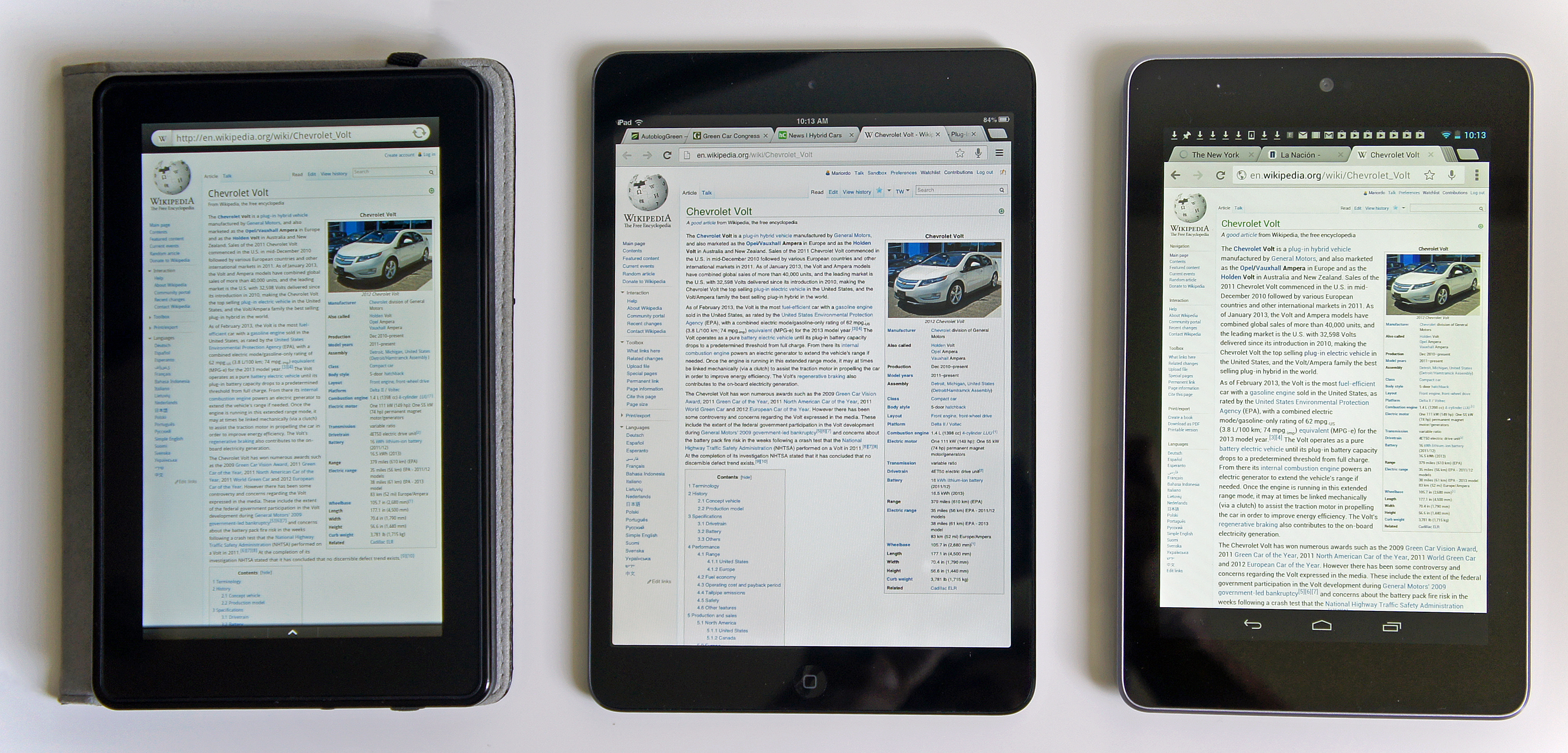
Comparación del Amazon Kindle Fire (izquierda) con el iPad Mini (centro) y el Google Nexus 7 (derecha)